# Szamosdebrecen
Szamosdebrecen település Romániában, Szilágy megyében.

## Fekvése
Zsibótól északkeletre, a Szamos folyó nagy kanyarulatának jobb oldalán, Kisgoroszló, Kismező és Náprád között fekvő település.

## Nevének eredete
Szamos előtagja a Szamos folyó közelségére utal, míg Debrecen utótagja szláv szó, melynek jelentése dub, dubráva = tölgyfa, tölgyfás. Román neve: Vadurele (Zátonyocskák), amely feltehetőleg onnan ered, hogy a 20. század elején a községet egy köves, szakadékos patak szelte át, a lakosság annak medrét használta (út helyett) közlekedési helyül, sőt a telkekre szolgáló bejárók is a patakmederre nyíltak.

## Története
A korabeli oklevelek nevét gyakran csak Debreczen, Kisdebreczen néven említették. Először Debreczen néven 1543-ban tűnt fel neve, majd 1548-ban Kis-Debreczen, 1549-ben Debreczen, 1570-ben Kysdebreczen néven. 
1543-ból ismerjük birtokosa nevét; ekkor Vajda Boldizsáré, 1570-ben pedig Nagy Boldizsár (Benedek?) birtoka volt. 1598-ban Báthory Zsigmond fejedelem Ippi Borsoló János ítélőmestert iktattaa be ide, majd Benedekfalvi Vajda Gábor birtoka lett, kinek utódnélküli halálával a kincstárra szállt. 1616-ban Daróczi Ferenc birtoka volt, aki többek között e birtokát is cserébe adta Bethlen Gábor erdélyi fejedelemnek Tasnád városáért.

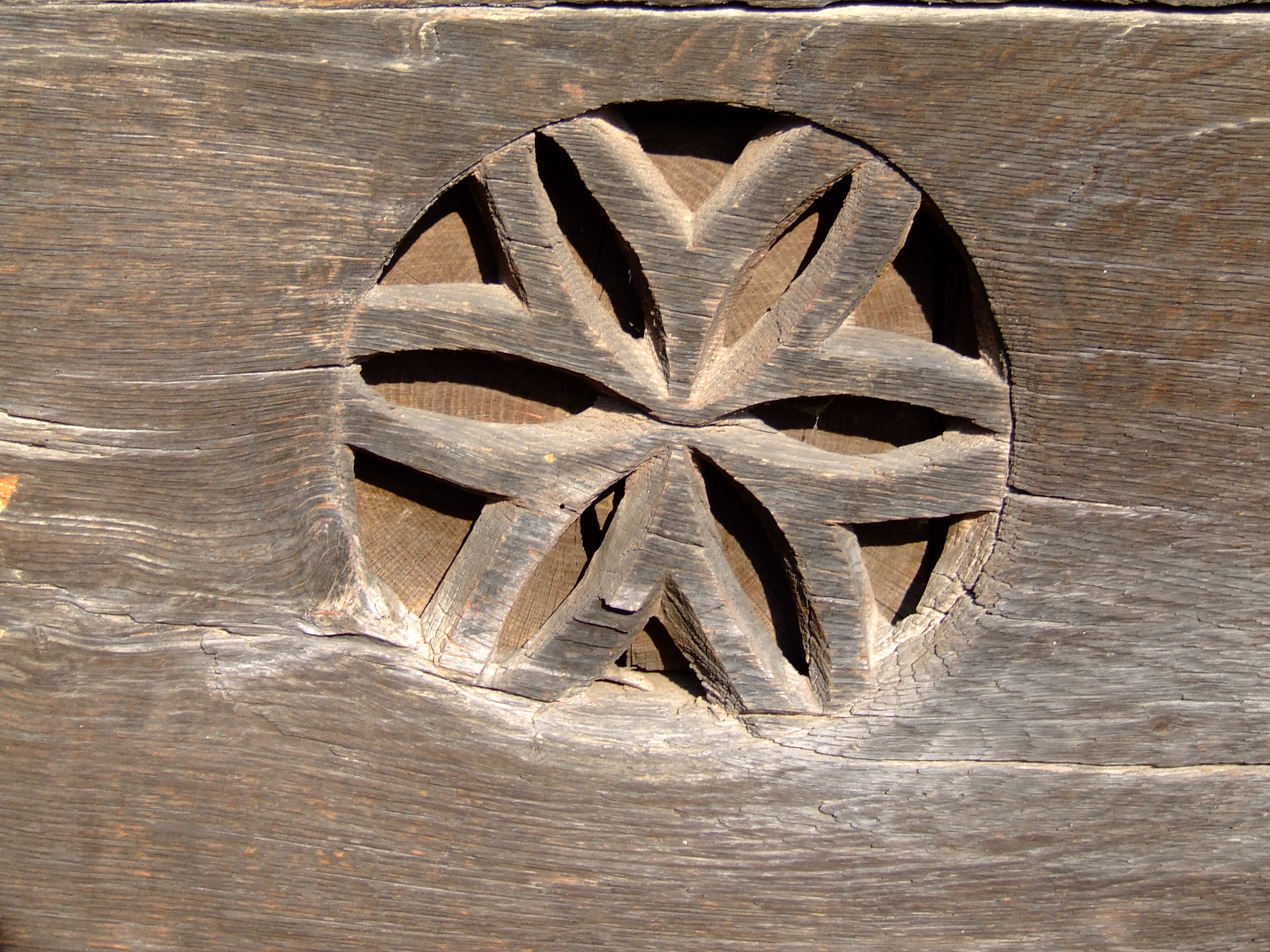
Díszítés a templomon

1720-ban végzett összeírás adatai szerint 54 lakosa volt, valamennyien oláhok. 1750-ben 120 görögkeleti lakosa volt. 1847-ben 321 görögkatolikus lakta. 1890-ben 272 lakosából 3 magyar, 269 oláh, ebből 269 görögkatolikus, 3 izraelita. A házak száma ekkor 55 volt.
A trianoni békeszerződés előtt Szilágy vármegye Zsibói járásához tartozott.

## Nevezetesség
- 17. századi ortodox fatemplom[1]